# Askias grav
Askias grav i byen Gao i Mali, er bygget i 1490'erne, og formodes at være gravstedet til den første kejser i songhairiget, Askia Mohammad 1. Verdensarvsstedet omfatter det pyramideformede gravminde, to moskéer med flade tage, en gravplads og et forsamlingsområde.
Pyramiden, som er 17 m høj, er den højeste bygning i regionen fra førindustriel tid. Området og anlægget er et udmærket eksempel på sahelregionens traditionelle lerbyggeteknik, og er også det ældste eksempel på en islamisk arkitektur som efterhånden spredte sig i regionen.
Anlægget er beskyttet med hjemmel i lov, og er fremdeles i levende brug, både som moské og som byen Gaos kulturcenter.
Bygningerne vedligeholdes og videreudvikles. Moskeerne blev udvidet på 1960- og 1970'erne, og i 1999 blev der opført et gærde omkring området. Pyramiden fik indlagt elektricitet omkring 2000 for at betjene ventilation, lys og en højtaler på taget.
Efter Tuaregoprøret i Mali i 2012 udtrykte UNESCO bekymring for Askias grav og satte stedet på sin liste over Verdensarvsområder i fare.

## Askia Mohammed
Kejser Askia Mohammad 1. (1442–1538) var den første i sit dynasti. Han var oprindelig officer, og tog magten i 1493 efter at Sonni Ali Bers søn Sonni Baru nægtede at erklære sig som muslim. Askia Mohammed var en dygtig militær strateg, og udvidede Songhais grænser og forsvarsevne. Han var en from muslim, og rejste på pilgrimsrejse til Mekka i 1496. Der blev han også udnævnt til Kalif over Sudan af den sidste abbasid-kalif, hvilket gav Askia en stærkere legitimitet.
Han blev afsat af sin søn Askia Musa i 1528. Da var han over 80 år gammel. Da han døde i 1538 blev han muligvis gravlagt i Askias grav, muligvis ikke. Gravpyramiden indeholder uanset ingen andre grave, men flere fra samme dynasti hviler på gravpladsen på området.

## Eksterne kilder og henvisninger
1. ↑  «Mali's Timbuktu and Askia Tomb put on Unesco danger list», BBC News, 28. juni 2012.

- UNESCO Evaluation of Askia (pdf)
- Biografier over afrikanske herskere